# アンチエイジ徳泉
アンチエイジ徳泉（あんちえいじとくいずみ、1989年4月23日 - ）は、日本のお笑い芸人（ピン芸人）、ものまね芸人。本名、徳泉信一 （とくいずみ しんいち）。旧芸名、徳泉真一（読み同じ）。
北海道野付郡別海町出身。吉本興業東京本社所属。

## 来歴
東京NSC14期生。2009年4月から2010年9月までは、本名から漢字を一字変えた「徳泉真一」の芸名で 吉本のピン芸人として活動。同年10月からは吉本を出て、中学時代の同級生の芸人、阿部洋佑とお笑いコンビ「アンチエイジ」を結成し、同時に名前を本名に戻す。
2011年1月初旬までコンビでフリー活動をした後、同月末からコンビとして再度吉本所属になる。フリー時と合わせて1年間「アンチエイジ」としてコンビ活動をするも、2011年9月14日にコンビ解散。同年9月からはコンビ名だったアンチエイジをつけた「アンチエイジ徳泉」の芸名で、再びものまねピン芸人とし吉本で活動中。また2017年より、趣味であった昭和歌謡鑑賞で得た知識を活かし「イントロクイズ芸人」、「平成生まれの昭和歌謡好き芸人」という肩書きでも活動。

## 芸風
- ネタは主に、ギターと歌を使ったものまね芸を行っているが、ギターや歌を使用しないものまね芸も多数行っている[22]。
- 数々のものまねレパートリーの中では、2012年初旬から始めた今まで誰もやったことがなかった[23][24]、アンジャッシュの児嶋一哉のものまねが特に好評であり、披露する回数も一番多い。児嶋本人とは、2013年2月放送のフジテレビの『爆笑そっくりものまね紅白歌合戦スペシャル』でのご本人登場で、初めて本人との共演を果たし、ご本人とコラボした[25][26][27][28]。
- 主にお笑い芸人の声ものまねが多数でそれらが好評だが、お笑い芸人以外の歌手やタレント等の声ものまね等も行う[22]。
- 2013年秋頃に、ものまねは一切使用しない普通のフリップ芸等も披露していたが、ものまね芸人がものまねなしは不評だったせいか、単発のみで、すぐにまた本来のものまね芸のみに戻った[22]。
- ものまねレパートリー数は、細かいもの等を入れると全部で約200人[29]。

### ものまねレパートリー
- 児嶋一哉（アンジャッシュ）
- 田中裕二（爆笑問題）
- 那須晃行（なすなかにし）
- 三島達矢、南條庄助 （すゑひろがりず）
- 秋山竜次（ロバート）
- 鈴木拓（ドランクドラゴン）
- 山里亮太（南海キャンディーズ）
- 千原ジュニア（千原兄弟）
- 石橋貴明（とんねるず）
- 諸見里大介
- 草薙航基（宮下草薙）
- 真栄田賢（スリムクラブ）
- ビビる大木
- 田中卓志（アンガールズ）
- もう中学生
- パーマ大佐
- バッドナイス常田
- 尾形貴弘（パンサー）
- 斎藤司（トレンディエンジェル）
- 中岡創一（ロッチ）
- 植野行雄（デニス）
- みやぞん（ANZEN漫才）
- 石田たくみ（カミナリ）
- サンシャイン池崎
- 栗原類
- 大泉洋
- 六角精児
- 三ツ矢雄二
- 山崎まさよし
- 黒田俊介（コブクロ）
- 伊藤一朗（Every Little Thing）
- 桑田佳祐（サザンオールスターズ）
- 鬼龍院翔（ゴールデンボンバー） - ただし、鬼妄院翔で略して「キモショー」というキャラクターでやっている
- サンボマスター
- 布袋寅泰
- 欧陽菲菲
- 松任谷由実
- ふなっしー
- ちっちゃいおっさん
- ねば〜る君
- 林下清志（ビッグダディ）

　他

## 人物・エピソード
- 同期芸人（東京NSC14期生）らの中では唯一ものまねのみしか行わない、ものまね芸人である[24]。
- 東京NSC14期生の中で平成生まれは当時まだ少なく比較的に若いほうであり、NSC入学時にはまだ高卒直後の18歳で、芸人デビュー時はまだ二十歳になったばかりであったのにもかかわらず、とてもそうとは見えない老けた外見をしていて、さらに当時の芸風やしゃべりや趣味等がすべて古く、ハタチでありながら30～40代に見られてしまうことが多かった。同期の中でも年齢詐称疑惑が絶えなかったらしい[24][30]。舞台で平成元年生まれだと言うとほとんどのお客さんは驚きの声をあげるのが定番であった[31]。本人もそのことをよく自虐に使っていて二十歳当時の公式ブログ旧タイトルは、よしもと芸人徳泉真一の「30(歳)手前に見える20(歳)過ぎのフケメン」であった[32]。ハタチ当時は精神年齢も30代だと自らブログ等に書いてあったが、それよりもっといっていて40代では？という声もデビュー当時一部あった[33]。2016年1月放送のBS番組『ラジオな2人　リレー』では、 ピースの又吉直樹には「平均的なおっさんの顔をしている」、綾部祐二 には「俺の12歳下なわけ絶対ないだろ。俺の4歳上だろ」と突っ込まれていた。30代なった現在でも、平成生まれにはとても見えないため、舞台や番組等で「平成生まれ」アピール発言はたまに使われている[22]。
- テレビ番組初出演は、NSC生時代だった2009年1月4日放送のTBSの『新型芸人オークション キリウリ〜お金のためならここまでやります〜』であったが、大幅にカットされ、出演シーンはたった20秒のOAであり、本人は1カットだけしか全身が映らなかったエキストラ的な出演であった[34]。また同年9月にフジテレビ『キャンパスナイトフジ』にも出たが、これもエキストラ的出演で、M-1のエントリー写真撮影の仕事をしていた時に偶然映っていただけである[35]。
- 北海道出身で、現在は横浜在住で[7] 一度も関西在住の経験はないのにもかかわらず、たまに何故か関西弁を一部含めたトークをしたり[24]文章を書いたりしている[30]。この件をよく仲間の同期芸人等にエセ関西弁だといじられツッコまれている[31]。
- 身長は169cmであり、20代前半の頃の2010年頃の体重は70kgであったが[5]、30代前半となった2021年からのプロフィールからは体重85kgに増えている[1]。
- 同期芸人達からは「とくさん」という愛称で呼ばれていることが多い[31]。
- 一人称はTwitterやブログによると「僕」、「俺」、「私（わたくし）」の三種類を使い分けている。
- お笑いコンビ「アンチエイジ」時はものまね芸は一切しておらず、主に漫才を行っておりツッコミを担当していた[22]。
- お笑いコンビ「アンチエイジ」は当初はM-1グランプリ出場のためだけにM-1限定で2009年6月頃に結成された即席コンビであったが、翌年に正式なコンビとして結成した。そのため正式なコンビとしての活動は2010年9月からであったが、事実上は前年の2009年6月頃にコンビ名決定とコンビ「アンチエイジ」としての初の活動をしていた[36][37][38]。
- お笑いコンビ「アンチエイジ」の解散理由は、「お笑いに対してのお互いの価値観と志しの違い」からであった[18]。決して不仲や喧嘩が理由での解散ではなかったため、解散後もお互いのTwitter等に頻繁に一緒にいる写真がツイートされている[39][40][41][42][43]。元相方阿部とコンビだったことは誇りに思っているともツイートされていた[42]。また解散から12年ぶりとなる「M-1グランプリ2023」限定での即席コンビで一時的にコンビ復活をしている[44]。
- コンビ時から使用していた「アンチエイジ」という芸名の意味は、アンチ＝反するの意味、エイジ＝年齢で、上記のとおり、年齢に反する＝「年相応には見えない」という意味であるのだが[30]、似た言葉で抗老化療法のことである「アンチエイジング」という言葉が有名のため、よく読み間違えられてしまい、「アンチエイジング徳泉」だと間違われることが多い。ライブチラシ等では、アンチエイジングと誤って打ち間違えられていることが多々あり[31]、『歌ネタ王決定戦2013』公式ブログの出演者発表一覧でも「アンチエイジング」と誤表記されていたり[45]、ライブでも先輩芸人には呼び間違えられてしまうことも多く、先輩芸人や後輩芸人のTwitterでもよく間違われている[46][47]。テレビ番組では2015年11月15日放送の『ラジオな2人　リレー』で先輩のピースの綾部に数回アンチエイジングと呼び間違えられ、本人が「ingはいらないです」と訂正していた。また、少ないながら「徳泉」（とくいずみ）のほうを、誤って「とくせん」と読まれてしまうこともあった[31]。
- コンビ解散後ピン芸人となった際に、今までコンビ名だった「アンチエイジ」を芸名につけることとなったのは、解散してもこの名前は残しておきたいということで元相方と共に決めた[24][30]。
- たまに「アンチエイジ」がついておらず「徳泉」のみの名義で出演しているライブも存在する[48]。
- 公式プロフィールでや公式ブログでは北海道別海町出身となっている[1][4] が、お笑いライブやネット番組等ではよく根室市出身とも発言していることも多い[24][49]。
- ものまねは小学校低学年時代から始め、ギターは中学生時代から始めた[11]。
- 趣味は、昭和歌謡や昭和歌謡BAR巡り、レトロスポット巡り、音源収集、8cmシングルCD収集、音楽鑑賞である[1][3][50]。昭和歌謡については、80年代音楽エンタメサイト「Re:minder - リマインダー」にて昭和歌謡のコラムを連載中。（#外部リンク 参照。）特技は、ものまね、イントロクイズ、クイズ作問、即興作詞作曲である[1]。
- 2017年頃より、Twitterで自らを「自称イントロクイズ芸人」と称し、数多くの様々なイントロクイズ大会のイベントに出場することを趣味で行っており、優勝や入賞をしている[51][52][53][54][55][56][57]。
- 小学校低学年時代から、金谷ヒデユキと松本ハウスのファンであり、芸人デビュー後から2020年現在も彼らの出演するお笑いライブをよく観に行っている[58][59][60][61][62][63][64][65]。
- 東野幸治に「世界で一番（早い）ですね。児嶋のものまねしたのは」と番組内で言われた[28]。
- アンジャッシュの児嶋一哉のものまねをライブやテレビ等でやってもいいのかについては、フジテレビのものまね紅白での共演以前に、児嶋本人とのTwitter上の会話で、快く許可の返事をもらっている[66]。児嶋とはその後、ラジオ番組にも呼ばれて共演しており、今後も児嶋のものまねを続けるようにと本人に言われている[67][68]。

## 出演

### テレビ番組
- 爆笑そっくりものまね紅白歌合戦スペシャル（フジテレビ）[23][25][26][27]
- ものまねグランプリ（日本テレビ）[69][70][71][72][73][74][75][76][77][78][79][80][81][82][83][84][85][86][87][88]
- 坂上忍の成長マン!! 祝!坂上忍の成長マン日曜ゴールデン拡大版 愛犬しつけ&ものまね急成長2時間半SP!!（テレビ朝日、2014年11月23日）[89][90]
- ラジオな2人 リレー（BS Dlife、2015年、2016年）[91]
- くりぃむナンチャラ（テレビ朝日、2016年12月）[92][93][94]
- くりぃむしちゅー特番　芸能界最強！お笑いマニア王決定戦（テレビ朝日、2017年1月3日）
- スッキリ（日本テレビ、2020年5月）[95][96]
- 土曜☆ブレイク マシマシものまねGP（TBS、2024年3月16日）[97][98][99]
- 東野山里のインプット（BSよしもと、2024年7月21日） - ゲスト [20][21][100][101][102][103][104]
- 路線バスで寄り道の旅（テレビ朝日、2024年7月28日）[105][106][107]
- 行列のできる相談所（日本テレビ、2025年2月2日） - 再現ドラマ。爆笑問題の田中裕二 役 [108]
- ドデスカ+（名古屋テレビ（メ〜テレ）、2025年4月10日）[109][110]

他

### インターネット番組
- よしもとオンライン「藤井隆&ココリコ田中の教えて!Yahoo!先生」（2010年1月、徳泉真一名義時）[13]
- あっ!とおどろく放送局「お笑い芸人「アンチエイジ」の行き当たりばったり」（2010年10月10日 - 12月26日、2011年1月2日（特別編））- お笑いコンビ アンチエイジ時冠番組[111][112]
- あっ!とおどろく放送局「紅音ほたると一緒に飲もうよ!」（2010年12月、ゲスト、お笑いコンビ アンチエイジ時）[113]
- あっ!とおどろく放送局「無所属の帝王」（2010年12月30日、お笑いコンビ アンチエイジ時）[114][115][116]
- ニコニコ生放送
- ラジオな2人 リレー 番外編 LINE LIVE版[117][118]
- 吉本興業チャンネル（2018年7月、YouTube Live）

他

### ラジオ番組
- シベリア文太、佐藤明洋、アンチエイジ徳泉のごきげんなラジオ（東京ネットラジオ、2016年4月 - 2017年3月）[119]- 冠番組
- ふじきイェイ！イェイ！と佐藤明洋＆アンチエイジ徳泉のごきげんなラジオ（東京ネットラジオ、2017年4月 - 2019年4月）[120]- 冠番組
- 佐藤明洋とアンチエイジ徳泉＆デビル剛犬のごきげんなラジオ」（東京ネットラジオ、2019年5月 - 2021年3月）[121]- 冠番組
- 佐藤明洋とアンチエイジ徳泉のごきげんなラジオ （東京ネットラジオ、2021年4月 - 2023年9月）[122]- 冠番組
- かりすま鹿島（FMかしま）
- キャベツ確認中のこんばんワイド22時半！（FM西東京、2018年7月3日、7月10日）
- Colorful style Lab（レインボータウンFM）（2018年）
- GOLD RUSH（J-WAVE、2018年11月2日、アンジャッシュ児嶋ナビゲーター回、ゲスト）[67][68]

他

### 雑誌
- 別冊カドカワDirecT 11（角川書店）[123][1]

### 舞台・ライブ
- AGE AGE LIVE（ヨシモト∞ホール）
- 渋谷ばちーんんんLive
- Get King Live
- 彩～irodori～
- 出張MUGE∞NETA彩
- ピンバトル
- 次世代芸人！浅草お笑いフェスタ
- ルート33 Presents よしもと超若手寄席
- レアレア主催ライブflower（仮）
- こわいろづかい（ものまねお笑いライブ）
- アンチエイジトークライブ「おしゃべりサンパチ野郎」

　他多数